# Ignaców (województwo wielkopolskie)
Ignaców – wieś w Polsce położona w województwie wielkopolskim, w powiecie ostrzeszowskim, w gminie Kobyla Góra.
| SIMC    | Nazwa | Rodzaj    |
| ------- | ----- | --------- |
| 0200029 | Jawor | część wsi |

W latach 1975–1998 miejscowość administracyjnie należała do województwa kaliskiego.
Zobacz też: Ignaców, Ignacówka, Ignacówka Bobrowska